# Worth (Kent)
Pour les articles homonymes, voir Worth.

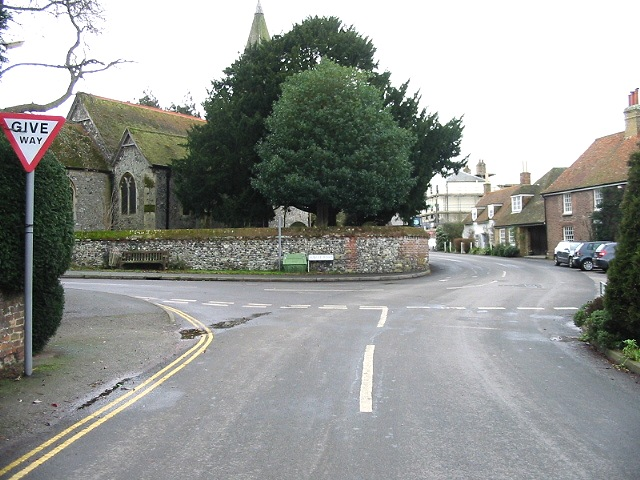
L'église pré-normande, à l'angle de Jubilee Road et de la grand-rue (The Street).

Worth est un petit village situé près de Sandwich, dans le comté du Kent en Angleterre. L'église, de style saxon, remonte au Xe siècle. Il y a deux Pub, et une école.
Le héros fictif de Cecil Scott Forester, Horatio Hornblower est né dans le village de Worth.